# Grassmannienne

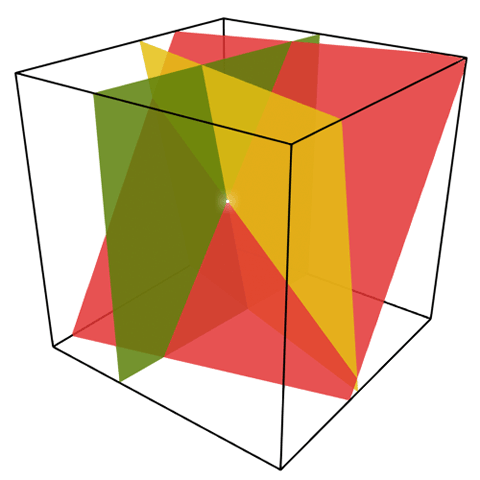
3 plans se croisent en un point, la partie 2 de trois illustrant le partage secret, cette version a ajouté l'accent du point

En mathématiques, les grassmanniennes sont des variétés dont les points correspondent aux sous-espaces vectoriels d'un espace vectoriel fixé. On note G(k, n) ou Gk,n(K) la grassmannienne des sous-espaces de dimension k dans un espace de dimension n sur le corps K. Ces espaces portent le nom de Hermann Grassmann qui en donna une paramétrisation et sont encore appelés grassmanniennes des « k-plans ».

## Généralités

### Exemples
- Pour k = 1, la grassmannienne est l'espace projectif associé à l'espace vectoriel.
- Pour k = n – 1, la grassmannienne correspond à l'espace projectif associé à l'espace dual de l'espace vectoriel de départ, car chaque point correspond à un hyperplan.
- Pour k = 2 et n = 4, on obtient la plus simple des grassmanniennes qui ne soit pas un espace projectif. Celle-ci a été étudiée par Julius Plücker, comme ensemble de droites de l'espace projectif de dimension 3. Elle est décrite par les coordonnées plückeriennes.

### Grassmannienne comme quotient
Pour le voir, on note {\displaystyle GL_{p,n}} l'ensemble des matrices de taille (n, p) et de rang p et {\displaystyle SL_{p,n}} la variété de Stiefel des matrices de taille (n, p) dont les colonnes sont orthogonales et unitaires.
On remarque que {\displaystyle G_{p,n}} est en bijection avec l'espace des orbites de l'action (par multiplication à droite) de {\displaystyle GL_{p}} sur {\displaystyle GL_{p,n}}, ainsi qu'à celui de l'action de {\displaystyle U_{p}} (le groupe des matrices unitaires de taille p) sur {\displaystyle SL_{p,n}}.
On montre que les topologies induites par ces représentations sont identiques en utilisant la factorisation de Cholesky.

## Plongement de Plücker
Un autre façon de réaliser la grassmannienne est de définir ses coordonnées plückeriennes ou grassmanniennes. Ce plongement de {\displaystyle G_{p,n}(\mathbb {R} )} dans l'espace projectif {\displaystyle \mathbb {P} (\Lambda ^{p}(\mathbb {R} ^{n}))} des produits extérieurs de degré k dans l'espace ℝn prolonge les travaux de Plücker pour le cas des plans de ℝ4.

## Recouvrement par des cartes affines
On introduit la base canonique {\displaystyle (e_{i})_{i\in [[1,n]]}} de E = ℝn et l'on note S une k-partie de {1, … , n}, {\displaystyle E_{1}=E_{S}} le sous-espace engendré par les vecteurs {\displaystyle (e_{i})_{i\in S}}.
On note {\displaystyle V_{S}=G_{k,n,S}} l'ensemble des supplémentaires de {\displaystyle E_{2}=E_{S^{c}}}.
Première étape
Soit V un élément de VS.
Tout vecteur {\displaystyle x\in V} s'écrit de façon unique {\displaystyle x=u+v=p(x)+q(x)} avec {\displaystyle u\in E_{1}} et {\displaystyle v\in E_{2}}. L'application {\displaystyle V\to E_{1},x\mapsto u} est linéaire et injective. Comme V et {\displaystyle E_{1}} ont même dimension, c'est un isomorphisme. On note {\displaystyle \phi \in L(E_{1},V)} l'isomorphisme réciproque. On a alors {\displaystyle x=u+q\circ \phi (u)} avec {\displaystyle \psi =q\circ \phi \in L(E_{1},E_{2}).}
Seconde étape
L'argument précédent montre que l'on peut associer de façon bijective, à tout élément V de {\displaystyle V_{S}}, une application {\displaystyle \psi \in L(E_{1},E_{2})}, ou encore sa matrice (dans les bases canoniques de E1 et E2), {\displaystyle \psi _{S}(V)\in M_{n-k,k}} (l'ensemble des matrices réelles de taille n – k, k).
Cette bijection {\displaystyle \psi _{S}:G_{k,n,S}=V_{S}\to M_{n-k,k}} est une description affine de {\displaystyle G_{k,n,S}}, qui est une partie ouverte (pour la topologie de Zariski qu'on est en train de construire) de la grassmannienne {\displaystyle G_{k,n}}.
Troisième étape
On montre que tout élément de {\displaystyle G_{k,n}} appartient à {\displaystyle G_{k,n,S}} pour au moins une k-partie S, et que pour deux parties différentes S et T, le changement de cartes {\displaystyle \psi _{T}\circ (\psi _{S})^{-1}} induit par les descriptions de {\displaystyle G_{k,n,S}} et {\displaystyle G_{k,n,T}} est un morphisme (application rationnelle partout définie), bijective ainsi que sa réciproque (ou isomorphisme birégulier) entre {\displaystyle \psi _{S}(G_{k,n,S}\cap G_{k,n,T})} et {\displaystyle \psi _{T}(G_{k,n,S}\cap G_{k,n,T})}.

## Interprétation comme variété algébrique
On en déduit par recollement que cette grassmannienne est une variété algébrique.
La représentation précédente permet alors de montrer que {\displaystyle G_{p,n}(\mathbb {R} )} est une variété non singulière, affine, fermée et bornée, birégulièrement isomorphe à {\displaystyle G(n-p,n)(\mathbb {R} )}.

## Grassmanniennes euclidiennes
Soit {\displaystyle G_{p,n}(\mathbb {R} )} la grassmannienne des sous-espaces de dimension p de ℝn. Dans l'espace {\displaystyle M_{n}(\mathbb {R} )} des matrices carrées de taille n à coefficients réels, considérons le sous-ensemble des matrices de projecteurs orthogonaux de rang p, c'est-à-dire des matrices A vérifiant les trois conditions :
- {\displaystyle A^{2}=A} (c'est la matrice d'un projecteur) ;
- {\displaystyle ^{\rm {t}}A=A} (elle est symétrique) ;
- {\displaystyle {\rm {Tr}}(A)=p} (sa trace est p).

On obtient par ce biais une représentation de {\displaystyle G_{p,n}(\mathbb {R} )} comme un sous-ensemble affine des matrices carrées de taille n à coefficients réels.